# Richard Ríos
Ríos  Montoya est un nom espagnol. Le premier nom de famille, en général paternel, est Ríos ; le second, en général maternel, souvent omis, est Montoya.
Richard Ríos Montoya, plus communément appelé Richard Ríos, né le 2 juin 2000 à Vegachí en Colombie, est un footballeur international colombien qui évolue au poste de milieu défensif au Benfica Lisbonne.

## Biographie

### Carrière en club
Ríos commence sa carrière dans le futsal, évoluant notamment avec l'Alianza Platanera (es) en Colombie. Ses performances lors de la Copa América de futsal des moins de 20 ans en 2018 attirent l'attention du CR Flamengo, qui l'invite à un essai. Deux mois plus tard, il intègre le centre de formation du club brésilien.
En 2020, il est promu en équipe première avec le Flamengo, et remporte la Serie A brésilienne en 2020, ainsi que le Campeonato Carioca en 2020 et 2021. En 2021, il est prêté au club mexicain de Mazatlán pendant un an. À la fin de son prêt en 2022, il rejoint le club brésilien de Guarani, en Serie B. D'abord régulièrement sur le banc, il devient titulaire régulier au début de la saison 2023. Il marque d'ailleurs deux buts au cours de la campagne du club en Campeonato Paulista,.
Ses performances avec Guarani attirent l'attention de Palmeiras, qu'il rejoint en mars 2023. Avec Palmeiras, il remporte le championnat (2023) et le Campeonato Paulista (2024) dès sa première année au club. Ses performances avec Palmeiras, additionnées celles en sélection, lui valent d'être pisté par des clubs européens comme West Ham, Nottingham Forest et Tottenham,.

### En sélection
Ríos fait ses débuts avec l'équipe de Colombie en octobre 2023, face à l'Uruguay en éliminatoires pour la Coupe du monde 2026.
Il participe à la Copa América 2024, dont la Colombie atteint la finale mais s'incline face à l'Argentine,.

#### Statistiques
| Saison                | Sélection             | Phases finales        | Phases finales | Phases finales | Phases finales | Éliminatoires CDM | Éliminatoires CDM | Éliminatoires CDM | Matchs amicaux | Matchs amicaux | Matchs amicaux | Total | Total | Total |
| Saison                | Sélection             | Compétition           | M              | B              | Pd             | M                 | B                 | Pd                | M              | B              | Pd             | M     | B     | Pd    |
| --------------------- | --------------------- | --------------------- | -------------- | -------------- | -------------- | ----------------- | ----------------- | ----------------- | -------------- | -------------- | -------------- | ----- | ----- | ----- |
| 2023                  | Colombie              | -                     | -              | -              | -              | 3                 | 0                 | 0                 | 0              | 0              | 0              | 3     | 0     | 0     |
| 2024                  | Colombie              | Copa América 2024     | 6              | 1              | 0              | 6                 | 0                 | 0                 | 4              | 1              | 1              | 16    | 2     | 1     |
| 2025                  | Colombie              | -                     | -              | -              | -              | 4                 | 0                 | 0                 | 0              | 0              | 0              | 4     | 0     | 0     |
| Total sur la carrière | Total sur la carrière | Total sur la carrière | 6              | 1              | 0              | 13                | 0                 | 0                 | 4              | 1              | 1              | 23    | 2     | 1     |

## Palmarès

### En club
Avec le CR Flamengo, Ríos remporte le Championnat brésilien en 2020 ainsi que le Championnat de Rio la même année puis en 2021. En 2023, le colombien remporte son 2e championnat brésilien avant de gagner le championnat de São Paulo en 2024.
| CR Flamengo (3)                                                                                       | SE Palmeiras (2) | SL Benfica (1)                              |
| --- | --- | ------------------------------------------- |
| - Championnat du Brésil (1) : - Champion : 2020 - Championnat de Rio (2) : - Vainqueur : 2020 et 2021 | - Championnat du Brésil (1) : - Champion : 2023 - Vice-champion : 2024 - Championnat de São Paulo (1) : - Vainqueur : 2024 - Finaliste : 2025 - Supercoupe du Brésil - Finaliste : 2024 | - Supercoupe du Portugal - Vainqueur : 2025 |

### En sélection
Avec la Colombie, Richard Ríos arrive jusqu'en finale de la Copa América en 2024 avant de s'incliner aux prolongation face a l'Argentine.
| Colombie                          |
| --------------------------------- |
| - Copa América - Finaliste : 2024 |